# Rhizotrogus pilosissimus
Rhizotrogus pilosissimus är en skalbaggsart som beskrevs av Escalera 1914. Rhizotrogus pilosissimus ingår i släktet Rhizotrogus och familjen Melolonthidae. Inga underarter finns listade i Catalogue of Life.